# Кузяново
Кузя́ново (рос. Кузяново, башк. Көҙән) — село у складі Ішимбайського району Башкортостану, Росія. Адміністративний центр Кузяновської сільської ради.
Населення — 847 осіб (2010; 866 в 2002).
Національний склад:
- башкири — 97%

## Відомі люди
- Рашитова Сагіда Фареївна — башкирська театральна артистка.
- Сагітова Фарзана Фаткуллівна — педагог та співачка.